# Михаил Станоев
Михаил (Миле) Илчев Станоев е български революционер, деец на Вътрешна македоно-одринска революционна организация.

## Биография
Михаил Станоев е роден през 1885 година в град Крушево, тогава в Османската империя. Завършва българска класическа гимназия в Битоля. През Илинденско-Преображенското въстание участва в защитата на Крушевската република. След потушаването на въстанието е член на Крушевския околийски комитет на ВМОРО. През 1906 година минава в нелегалност и става четник при Блаже Биринчето, а по-късно е секретар в четата на Алексо Стефанов. През 1910 година е арестуван от турската власт и е осъден на 6 години затвор. По-късно участва във войните за национално обединение. През 1917 година подписва Мемоара на българи от Македония от 27 декември 1917 година.
След 1919 година работи като началник на ТПС в Свети Врач и същевременно е пунктов началник на ВМРО. По време на настъпилата криза във ВМРО след убийството на Александър Протогеров в 1928 година Станоев подкрепя протогеровисткото крило. Убит е от Спас Христов Таушанов, член на михайловисткото крило на ВМРО на 6 декември 1929 година в Свети Врач, днес Сандански. Според Кирил Пърличев в убийството участват още Страхил Развигоров и Костов.